# Villa La Paludière
La maison dite villa La Paludière est l’une des quinze villas balnéaires répertoriées patrimoine exceptionnel de la commune de La Baule-Escoublac, dans le département français de la Loire-Atlantique. Construite vers 1905 par Édouard Datessen, il s’agit d’une villa de style dissymétrique médiévale, située dans le lotissement Hennecart.

## Localisation
La villa est située aux 17, avenue des Platanes, au milieu d’un jardin bordé à l’est par l’avenue des Érables, dans le lotissement Hennecart de La Baule-Escoublac.
Ce lotissement porte le nom du comte Jules Hennecart, inspecteur de la construction du chemin de fer. Propriétaire de 46 ha de dunes, avec son associé Édouard Darlu, il confie en 1871 la conception du plan d’ensemble à l’architecte Georges Lafont, du front de mer jusqu’à l’ancienne gare, alors située à l’emplacement de l’actuel jardin de la Victoire. Le lotissement s’étend de part et d’autre de l’actuelle avenue du Général-De-Gaulle, perpendiculaire à la plage, avec à l’est, le quartier des arbres et à l’ouest, celui des oiseaux.

## Patrimoine de La Baule-Escoublac
La zone de protection du patrimoine architectural, urbain et paysager (ZPPAUP) de La Baule-Escoublac rassemble 6 871 bâtiments, parmi lesquels 15 villas sont distinguées en patrimoine exceptionnel ; 699 autres sont recensées en patrimoine remarquable à conserver et 1 741 en patrimoine d’accompagnement essentiel.

## Historique
La maison a été construite sur les plans dessinés par Édouard Datessen, semble-t-il vers 1905 ; elle figure sur le plan municipal de 1908.

## Architecture
La villa est de type dissymétrique médiéval, couverte d’ardoise et montée en moellons.
Elle offre une façade très décorée sur l’avenue des Platanes au sud, avec un avant corps coiffé d'une toiture en croupe, couvert d’ardoises. Des consoles en bois sculpté supportent un balcon en bois également au-dessus d'une porte-fenêtre cintrée qui ouvre sur une terrasse.
Le pignon ouest est percé de deux fenêtres qui sont protégées par une demi-croupe qui s’appuie sur des consoles en bois.
Les moellons alternent avec les pierres taillées dans les chaînages d'angle.